# Pierre Emmanuel
Pour les articles homonymes, voir Emmanuel.
Pour l’article ayant un titre homophone, voir Pierre-Emmanuel.
Noël Mathieu, plus connu sous le pseudonyme Pierre Emmanuel, né le 3 mai 1916 à Gan (Pyrénées-Atlantiques), mort le 22 septembre 1984 à Paris, est un poète français d'inspiration chrétienne.

## Biographie
Noël Mathieu est le fils d'Émile Mathieu, originaire de la région de Corps en Isère, et de Maria Juge Boulogne, originaire de Gan dans les Pyrénées-Atlantiques.
Tandis que ses parents émigraient aux États-Unis, il fut élevé par un oncle paternel. Après des études de lettres à l'université de Lyon, il entama une carrière d'enseignant. Venu à la poésie par la lecture de La Jeune Parque de Valéry, il se familiarisa avec les romantiques allemands (Hölderlin) et les auteurs anglais (Hopkins, Hardy). C'est Pierre Jean Jouve, qu'il rencontra en 1937, qui devait le guider dans ses débuts poétiques : Elégies (1940), Le Tombeau d'Orphée (1941).
Réfugié à Dieulefit dans la Drôme pendant l'Occupation, il poursuivit ses activités d'enseignant et participa à la Résistance, et écrivit : Jour de Colère, Combats avec tes Défenseurs, La Liberté guide nos pas.
En marge de ses activités de poète, Pierre Emmanuel exerça également le métier de journaliste en collaborant, comme chrétien de gauche, à Témoignage chrétien, Réforme, Esprit. Divers textes et préfaces témoigneront aussi de ses sentiments gaulliens.
Chef des services anglais puis américains de Radiodiffusion-télévision française de 1945 à 1959, il donna plusieurs conférences aux États-Unis et au Canada, et fut visiting professor de différentes universités américaines. Engagé à plus d'un titre dans la vie culturelle de son temps, il fut président de l'Association internationale pour la liberté de la culture, président du PEN club français de 1973 à 1976, président de la commission des affaires culturelles pour le VIe Plan, président de l'Institut national de l'audiovisuel de 1975 à 1979 et administrateur du Festival d'automne.
Il proposa notamment la création d'un Conseil du développement culturel auquel participeront François-Régis Bastide, Jack Lang, François Billetdoux, Claude Santelli, Alfred Grosser ou encore Iannis Xenakis, et qu'il présidera. Bien que peu actif, ce conseil a probablement inspiré la politique d'intervention culturelle que pratiqua le ministre Jack Lang.

## Académie française
Pierre Emmanuel fut élu à l'Académie française, le 25 avril 1968, au fauteuil 4, succédant au maréchal Juin. Sa réception officielle eut lieu le 5 juin 1969. Après l'élection de Félicien Marceau, dont il dénonçait l'attitude collaborationniste, il se déclara démissionnaire de l'Académie en 1975 et cessa de siéger. Toutefois, ses confrères ne prirent pas acte de cette décision et attendirent sa disparition pour procéder à son remplacement, intervenu le 18 avril 1985 avec l'élection du professeur Jean Hamburger. Sa seconde épouse, née Janine Loo, est décédée le 23 avril 2013 à 92 ans. Elle est inhumée, avec Pierre Emmanuel, au cimetière du Père-Lachaise (57e division).

## Œuvres

### Œuvres en français
- Élégies (1940)
- Tombeau d'Orphée, Éd. Poésie 41, Pierre Seghers (1941)
- Jour de colère (1942)
- Combats avec tes défenseurs, Éd. Poésie 42, Pierre Seghers (1942)
- Sodome (1944)
- Vercors 1944
- Cantos 1944
- Hymne à la France, Monaco, Editions du Rocher (1944), Orné de 3 compositions de Léon Zack, tiré à 100 ex. num.
- La liberté guide nos pas (1945)
- Le Poète fou
- Mémento des vivants (1944)
- Poésie, raison ardente (1947)
- Le Poète et son Christ
- Qui est cet homme (1947)
- Car enfin je vous aime
- Babel (1951)
- L'ouvrier de la onzième heure (1953)
- La Colombe
- Visage Nuage
- Versant de l'Âge
- Évangéliaire
- Le Goût de l'un
- La Nouvelle Naissance
- La Face Humaine
- Le monde est intérieur (1967)
- Jacob (1970)
- Sophia (1973)
- La Vie Terrestre
- Tu (1978)
- Le Livre de l'Homme et de la Femme, trilogie : Una ou la Mort la Vie, Duel, L'Autre
- L'Arbre et le Vent
- Les Dents serrées
- Le Grand œuvre, Cosmogonie (1984)
- Œuvres poétiques complètes, Lausanne, L'Âge d'homme, 2001, t. I, 1940-1963.
- Œuvres poétiques complètes, Lausanne, L'Âge d'homme, 2003, t. II, 1970-1984.
- Tombeau d'Orphée suivi de Hymnes orphiques, édition établie et préfacée par Anne-Sophie Andreu, Lausanne, L'Âge d'homme, coll. Amers, 2001.
- Lettres à Albert Béguin : correspondance 1941-1952 (édition établie et annotée par Aude Préta-de Beaufort). Lausanne, Paris : L'Âge d'homme, coll. « Cahiers Pierre Emmanuel » no 2, 2005.  (ISBN 2-8251-1921-0).
- La Seconde Naissance, textes, Albin Michel, 2016.

### Œuvres en anglais
- The Universal Singular: The Autobiography of Pierre Emmanuel (traduit par Erik de Mauny), Grey Walls Press, London, 1950.